# Kent County League
Kent County Football League (známá jako Kent County League) je fotbalová soutěž v hrabství Kent v Anglii. Týmy z ligy postupují do Southern Counties East Football League. Ligu tvoří 6 divizí o 84 klubech. Jde o jedenáctou až třináctou úroveň anglického fotbalu.
Liga byla založena v roce 1922 jako Kent Amateur Football League. V roce 1984 se liga přejmenovala na Kent County Football League.